# دنبچنا
دنبچنا (به لهستانی:  Dębczyna) یک روستا در لهستان است که در گمینا بارانوو (استان لوبلین) واقع شده‌است. دنبچنا ۶۳ نفر جمعیت دارد.